# シタラビン
シタラビン (英語: Cytarabine) とは、抗悪性腫瘍剤（抗がん剤）の一種。シトシンアラビノシド（Cytosine arabinoside）とも呼ばれる。商品名はキロサイド（Cylocide）。
Ara-CまたはAraCという略号で表されることがある。核酸シトシンの誘導体である。

## 効能・効果
- 急性白血病（赤白血病、慢性骨髄性白血病の急性転化例を含む）。
- 消化器癌（胃癌、胆嚢癌、胆道癌、膵癌、肝癌、結腸癌、直腸癌など）、肺癌、乳癌、女性性器癌（子宮癌、卵巣癌など）など。
  - ただし他の抗腫瘍剤と併用する場合に限る。
- 膀胱腫瘍
- シタラビン大量療法（相当のリスクのある治療法） 
  - 再発または難治性の下記疾患
  - 急性白血病（急性骨髄性白血病、急性リンパ性白血病）
  - 悪性リンパ腫
  - ただし、急性リンパ性白血病および悪性リンパ腫については他の抗腫瘍剤と併用する場合に限る。

上記のように効能・効果は多数あるが、実際には血液がん中心に使われる。

## 副作用
骨髄抑制、ショック、シタラビン症候群、急性呼吸窮迫症候群、間質性肺炎、高ビリルビン血症を伴う肝障害、不整脈、心不全､消化管潰瘍や出血や好中球減少性腸炎等の消化管障害､可逆的な言語障害や運動失調や傾眠や昏睡や白質脳症等の中枢神経系障害、肝膿瘍、急性膵炎、肺浮腫、有痛性紅斑、脱毛（症）、発疹、頭痛、活動低下、傾眠、言語障害、食欲不振、嘔気、嘔吐、下痢、ALT (GPT) 上昇、AST (GOT) 上昇、LDH上昇、ビリルビン上昇、肝機能異常、Al-P上昇、γ-GTP上昇、電解質異常、血中尿酸上昇・低下、電解質代謝異常、フィブリノーゲン増加、凝固時間延長・短縮、FDP増加、BUN上昇・低下、尿糖陽性、クレアチニン上昇、尿蛋白陽性、低蛋白血症、結膜炎、体重増加・減少、CK上昇・低下、感染、敗血症、ウロビリノーゲン陽性など多数ある。

## 作用機序
DNAの合成過程において、CDPレダクターゼおよびDNAポリメラーゼを阻害する。また、白血病細胞の分化を誘導する。

## 関連事項
- ネララビン(araGTPのプロドラッグ)